# 内田貞信
内田 貞信（うちだ さだのぶ、1972年〈昭和47年〉11月20日 - ）は、日本のボクシング関係者。元公益社団法人日本ボクシング連盟会長。
ボクシング競技の普及・強化・運営に積極的に取り組み、公約であった同連盟の公益社団法人化を実現させた。

## 略歴
宮崎県で生まれ、ボクシング競技者としては高校時代に1990年国民体育大会で少年男子フェザー級3位に入賞の実績がある。近畿大学経済学部進学後も選手として活躍した。
2018年から2020年まで宮崎県ボクシング連盟の会長を務め、同年から現在までJABFの会長を務めている。2018年には『日本ボクシングを再興する会』を設立。不正経理や不正判定などの問題を指摘し、新たな体制の構築に向けて強いリーダーシップを発揮した。
選手の強化事業にも力を入れており、2018年と2022年の世界選手権大会など国際大会や合宿に団長として参加し、強化策に助言してきた。特に女子強化委員会を独立させることで女子選手の活躍を支援し、東京オリンピックでアジア史上初の女子ボクシング金メダルを獲得するなど、成果を上げている。同オリンピック、同世界選手権の成績は日本史上最高となる。
競技会運営の改革としては、公平性を高めるために審判委員会を審判部に昇格させ、審判部の独立性を確保したほか、広報戦略委員会を設置してボクシング連盟の取り組みや強化活動を広めた。新型コロナウイルス感染防止のためのガイドライン作成や代替大会の実施など、困難な状況においても迅速かつ誠実な対応を行い、高い評価を受けている。
就任当時一般社団法人であったJABFの公益法人化のために定款や規則規定を改正して体制を整え、新しいボクシングのカテゴリーとして『マスボクシング競技』を設置し、その全日本選手権大会の開催も実現させた。
2019年から東京オリンピックに向けて次世代の判定システムの開発を指示し、2023年に先進的な判定システムを完成させた。このシステムは、従来の人間の判定に頼ることなく、より客観的かつ正確な判定を行うことが期待されている。
アスリート委員会の要望に応え、全日本選手権大会を東京で開催することを実現し、毎年東京都墨田区の墨田区総合体育館で開催されている。
2024年6月にJABAの会長を退任した。

## 主な事業

### 強化事業
2018年と2022年の世界選手権大会や他の国際大会、国際合宿において団長として参加し、強化策に関する助言を提供している。また、男女の強化委員会を分離し、女子強化委員会が活発に強化活動を行えるように強化費を配分したことが、オリンピック女子の活躍につながった。

### 競技会運営
JABFの旧体制で問題視された不正判定への対策として、審判委員会を審判部に昇格させ、会長自身の権限を弱めることで審判部の公平性を向上させた。ボクシング競技の知名度を高めるために広報戦略委員会を設置し、JABFの取り組みや強化活動を広く知らせることに努めた。また、新型コロナウイルス感染防止ガイドラインの作成指示を行い、コロナ禍の大会運営をスムーズにした。2020年度の全国選抜大会では、高体連と協議し、代替大会を実施した。

### 選手育成・指導
IBA（国際ボクシング協会）の資格取得に積極的に取り組むことや、IBAに対してオンラインでの開催を要請するなど、新しい取り組みや日本連盟の存在感を高めることにも重点を置いている。
2022年2月19日、IBAコーチ委員会役員による講習と試験を実施し、日本人国際コーチ31名が合格。
2022年9月 第2回全日本マスボクシング選手権を開催し、全国から150名を超える参加者が集まった。
2022年11月27日、国際審判役員を日本に招聘し、講習と試験を実施。日本人の国際審判員16名が合格。うち12名は2スター資格を取得し、4名が1スター資格を取得した。
2023年3月3日、JABFが公益社団法人として認定。IBA世界選手権会場でIBAコーチ委員会役員によるカットテクニシャン講習と試験が実施され、日本人7名が合格した。
2023年5月28日、IBAコーチ委員会役員による講習と試験を行い、日本人国際コーチ7名が合格。

### 組織運営
JABFに西村康稔を始めとする9名の国会議員を顧問として迎え入れ、ボクシング議連を設立。その支援が、連盟の信頼回復に大きな影響を与えた。

### 人的資源
2021年にIBA会長であるウマール・クレムリョフと会談し、JABFの健康プログラム（BOXEプログラム）の契約を取り付けた。また、ASBC（アジアボクシング連盟）会長としてタイ国と面会し、日本の判定システムの採用に関して後押しをした。

### 物・金資源最適化
肥満や運動不足を解消することにより健康を提供することができる『BOXEプロジェクト』でプロボクシング協会と連携し、ボクシング競技の安定的な財源確保を通じて運営・強化・普及を安定的に実施する計画を進めている。株式会社ユニゾンシステムズと連携して次世代の判定システムの開発を行い、JABFからIBAへ、世界に正確な判定システムを普及させることで、ボクシング競技の信頼性を高め、オリンピック競技からの除外を防ぐことが最大の目標。

### 情報資源
JABFのホームページと都道府県連盟のホームページを連動させることにより、様々な項目をシステム化させた。2023年度は登録システムを完成させ、登録方法の簡素化と都道府県連盟の作業の効率化を向上させた。また、プロボクシング界で問題となっている「アマチュア戦績証明の正確性」についても、都道府県連盟や指導者に負担をかけずに正確な証明を発行できる仕組みを設けた。ボクシング競技の普及・強化・運営に取り組んでいる中で、ICT分野で多くの外部協力企業と連携しており、映像配信やAIによる採点など、多くの可能性を持っている。